# Mala Osnîțea, Manevîci
Mala Osnîțea (în ucraineană Мала Осниця) este un sat în comuna Velîka Osnîțea din raionul Manevîci, regiunea Volînia, Ucraina.

## Demografie
Componența lingvistică a localității Mala Osnîțea
     Ucraineană (99,47%)
     Alte limbi (0,53%)
Conform recensământului din 2001, majoritatea populației localității Mala Osnîțea era vorbitoare de ucraineană (99,47%), existând în minoritate și vorbitori de alte limbi.